# Ruth Robertson (Fotojournalistin)
Ruth Agnes McCall Robertson (geboren 1905 in Taylorville, Illinois; gestorben 1998 in Rosenberg, Texas) war eine US-amerikanische Fotojournalistin und Forscherin. Bekanntheit erlangte sie durch ihre Vermessung und Fotografien der Angel Falls in Venezuela im Jahre 1949.

## Beruflicher Werdegang
1939 begann Robertson beim Peoria Journal Star als „Mädchenfotografin“ zu arbeiten. Drei Jahre später zog sie nach Chicago und arbeitete für den Verlag Acme News Pictures.
Während dieser Tätigkeit war sie Mitbegründerin eines unabhängigen Nachrichtendienstes namens Press Syndicate. Hier erhielt Robertson Aufträge, die sie 1943 zur ersten weiblichen Fotografin machten, die das Baseballfeld am Wrigley Field betreten durfte, und zur einzigen weiblichen Fotografin auf den Kongressen der Demokraten und der Republikaner 1944.
Robertson war während des Zweiten Weltkriegs auch als Journalistin in Alaska tätig und fand, nachdem sie zu ihrem Routinejob beim New York Herald Tribune zurückgekehrt war, „ihr Leben nicht mehr so aufregend“, aus diesem Grund nahm sie 1949 einen Foto-Auftrag in Venezuela an. Sie interessierte sich für die Angel Falls und machte zunächst nur Luftaufnahmen der Wasserfälle.
Am 23. April 1949 brach sie mit dem lettischen Forscher Aleksandrs Laime zu einer Expedition auf, um die Wasserfälle zu erreichen. Sie reisten unter schwierigen Bedingungen in Einbäumen auf dem Churún-Fluss und erreichten am 12. Mai die Wasserfälle. Die Expedition war die erste Expedition, an der zehn Eingeborene teilnahmen, um den Fuß der Wasserfälle zu erreichen, und sie war auch die erste, die die Wasserfälle vermaß.
Robertson blieb für die nächsten 12 Jahre in Venezuela und wurde Redakteurin des Daily Journal. Anschließend zog sie nach Mexiko, bevor sie Mitte der 1960er Jahre in die USA zurückkehrte und nach Rosenberg, Texas, zog, wo sie 1998 im Alter von 92 Jahren verstarb.

## Mitgliedschaften
- Society of Woman Geographers
- Pan American Round Table of Houston
- Foreign Correspondents’ Club Mexiko-Stadt

## Bibliographie
- „Skyway to Asia“, Fotos und Bildunterschriften von Ruth Robertson, Chicago Tribune, 6. Mai 1945, pC10; Des Moines Sunday Register, 17. Juni 1945
- „ALSIB Story Compiled by Newswoman“, Flying Magazine, Oktober 1945
- „Kanada, The Link USA to UdSSR“, von Vilhjalmur Stefansson, Rotary International, November 1946
- „Jungle Journey to the World’s Highest Waterfall“, von Ruth Robertson, National Geographic Society, November 1949
- „Comparison for a Cataract“, Zeitschrift Life, 2. Mai 1955
- Churun Meru–The Tallest Angel: Of Jungles and Other Journeys  von Ruth Robertson, Whitmore Publishing, 1975, ISBN 0-87426-039-6.
- „Over the Edge“ von Dan Morrison mit Fotos von Ruth Robertson, TDC Magazine, Mai 1992

Artikel über Robertson
- „Girl Photog Runs Afoul Army in Alaska“, Editor and Publisher, 1945
- „Peoria Girl Goes Overseas“, Peoria Journal-Transcript, 15. Januar 1945
- „Topics of the Times“, New York Times 18. Mai 1949
- „Angel on Devil’s Mountain“, Newsweek, 6. Juni 1949
- „Treasure Hunt in a Lost World“, von Richard F. Dempewolff, Popular Mechanics, Oktober 1950
- „A Photographic Gift of a Venezuelan Trek“, National Geographic, September 1990